# بركة أنتشياليني

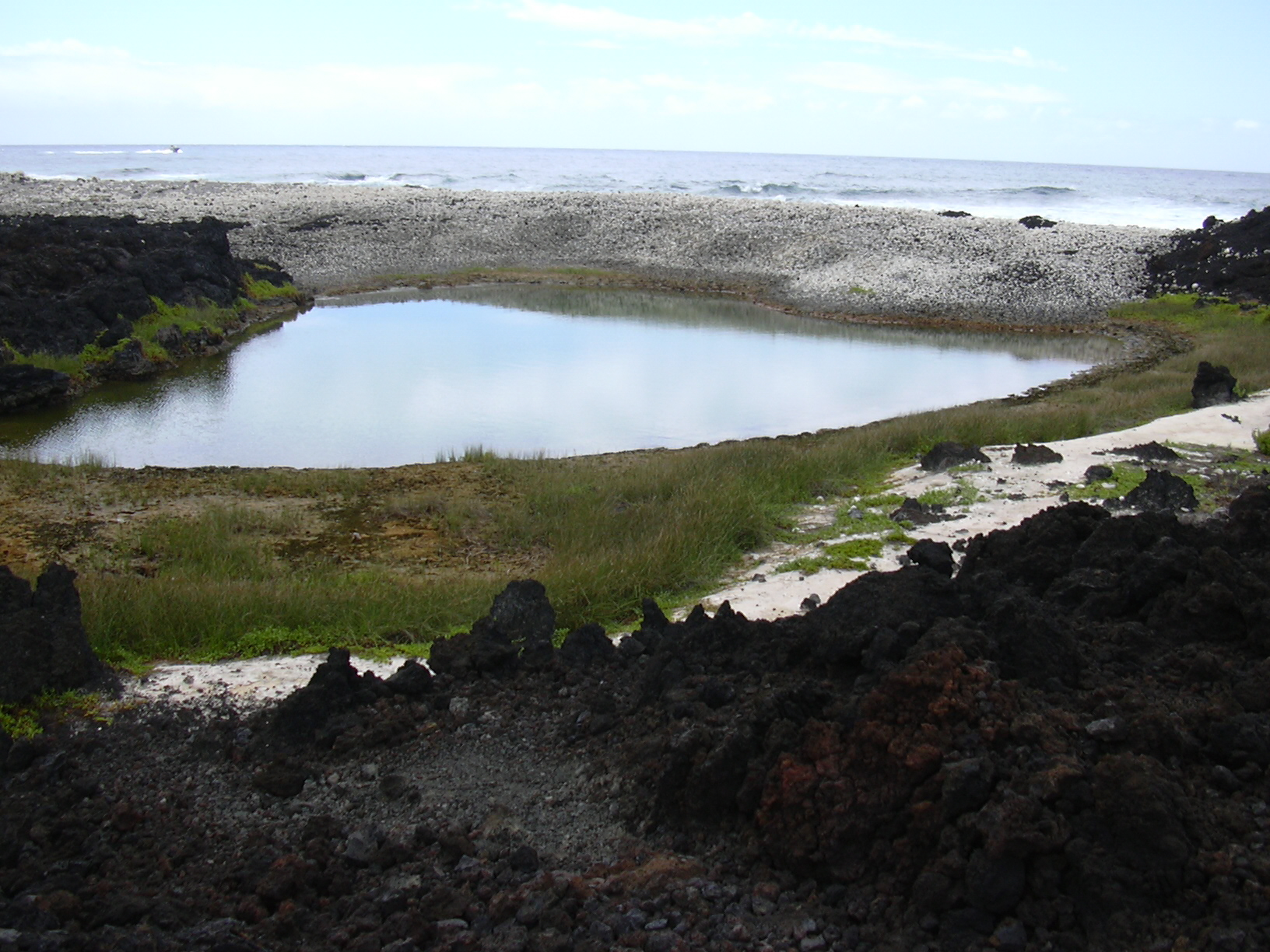
بركة أنتشياليني في ماوي، هاواي، ويظهر المحيط في الخلفية

بركة أنتشياليني : ((بالإنجليزية: Anchialine pool)‏ وتنطق AN-key-ah-lin وهي كلمة مشتقة من الكلمة اليونانية ankhialos والتي تعني قرب البحر) وتعرف أيضا من قبل شعب المايا بسينوتي وهي بركة مغلقة من المياه التي تتصل بمياه المحيط عن طريق اتصال جوفي تحت الأرض.تتكون هذه البرك من الصخور البركانية والحجر الجيري والتي تنشر حول العالم ولكن يوجد العديد منها في شبه جزيرة يوكاتان وجزر هاواي والتي يوجد بها أكثر من نصف برك أنتشياليني المعروفة حيث يقدر عدد تلك البرك في جزر هاواي ب460 بركة في 80 موقع و170 بركة أخرى في 54 موقع تم تصويرهم من الجو 

## الكائنات الحية
توفر برك أنتشياليني بيئة مناسبة لحياة العديد من أنواع القشريات والأسماك والأنقليس وهو نوع من الثعابين المائية بينما يعيش في جزر هاواي العديد من اللافقاريات النادرة مثل مقترنات الأجنحة والقواقع والجمبري الأحمر والمعروف في هاواي ب (Halocaridina rubra)

### التهديدات البيئية
تشمل التهددات البيئي تلوث مصادر المياه المغذي للبرك وأدخال أنواع غريبة من الكائنات البحرية وخاصة الأسماك الغريبة لتلك البيئة، ولكن يصعب رصد تلك التهديدات، قامت الإدارة الوطنية للمحيطات والغلاف الجوي بمشروع ترميم لمساحة 2 فدان من البرك من أنواع الأسماك الغريبة والتي تطوع 400 شخص لترميمها وإعادة الغطاء النباتي الأصلي. ويتم رصد المواقع مرتين في الشهر لازالة الطحالب والحفاظ على الغطاء النباتي.

## المياه
تكون المياه الجوفية (مياه عذبة) والمياه المالحة الماء الموجود في تلك البرك، ونتيجة ارتباطها بمياه المحيط تشكل المياه المالحة الماء الموجود علي سطح البرك وتزداد نسبة الملوحة مع زيادة العمق. يتغير منسوب المياه في البرك نتيجة أرتباطها بمياه المحيط نتيجة تأثرها بالمد والجزر فكلما كانت البرك قريبة من المحيط كلما زاد تأثير المد والجزر